# Mad Zombies
Pour plus de détails, voir Fiche technique et Distribution.
Mad Zombies (The Mad) est une comédie horrifique canadienne réalisée par John Kalangis et sortie en 2007.

## Synopsis
La famille Sutter, propriétaire de la ferme Creekside, élève des vaches depuis plusieurs générations et produit de la viande de qualité. Depuis peu, ils sont contraints d'arrêter la production. Officiellement, les Sutter affirment que c'est dans le but de moderniser leurs équipements pour faire face à la concurrence, mais la vérité est que leurs bêtes sont malades. Pour les guérir, ils décident d'utiliser des hormones de croissance modifiées.
Entre-temps, Jason accompagné de sa copine Monica, de sa fille Amy et de Blake, le copain d'Amy, font une halte dans un petit village. Là, ils prennent leur repas de midi dans un restaurant où l'on sert la viande des Sutter, dont les effets ne tardent pas à se faire sentir chez les clients...

## Distribution
- Billy Zane : Jason Hunt
- Maggie Castle : Amy Hunt
- Shauna MacDonald : Monica Tepper
- Evan Charles Flock : Blake MacNaughton (VF : Yannick Blivet)
- Jordan Madley : Steve
- Rothaford Gray : Charlie
- Ian McPhail : Arlen Sutter
- Matthew Deslippe : Johnny Sutter
- Christopher Gross : Tommy
- Angela Maiorano : Connie